# Smert Ioanna Groznogo
Smert Ioanna Groznogo é um filme de drama russo de 1909 dirigido por Vasily Goncharov.

## Enredo
O filme é baseado nas peças de A. K. Tolstoy.

## Elenco
- A. Slavin
- Yelizaveta Uvarova
- S. Tarasov... Boris Godunov
- Nikolai Vekov
- Yakov Protazanov